# Daren Jay Ashba
Daren Jay Ashba, detto DJ (Monticello, 10 novembre 1972), è un chitarrista e cantautore statunitense.

## Biografia
È stato chitarrista solista nei Guns N' Roses dal 2009 al 2015, quando è uscito dal gruppo per dedicarsi al gruppo fondato da Nikki Sixx, i Sixx:A.M.. Precedentemente faceva parte di BulletBoys e Beautiful Creatures.
Ashba ha inoltre lavorato con vari artisti, tra cui Mötley Crüe, Drowning Pool, Marion Raven e Aimee Allen.

## Discografia

### Album in studio
- 1996 - Ashba - Addiction to the Friction
- 2001 - Beautiful Creatures - Beautiful Creatures
- 2004 - Warrant - Cherry Pie (All the Hitz 'N' More)
- 2007 - Sixx:A.M. - The Heroin Diaries Soundtrack
- 2008 - Mötley Crüe - Saints of Los Angeles
- 2011 - Sixx:A.M. - This Is Gonna Hurt
- 2014 - Sixx:A.M. - Modern Vintage
- 2016 - Sixx:A.M. - Prayers for the Damned
- 2016 - Sixx:A.M. - Prayers for the Blessed

### Tribute album
- 2000 - Covered Like a Hurricane: A Tribute to the Scorpions
- 2001 - Bulletproof Fever: A Tribute to Ted Nugent
- 2001 - Livin' on a Prayer: A Tribute to Bon Jovi